# موسى بوتاريل
موسى بوتاريل هو عالم يهودي إسباني عاش في القرنين الرابع عشر والخامس عشر. كان تلميذاً ليعقوب السفاردي (الإسباني)، الذي علمه القبالة.
درس موسى الطب والفلسفة؛ واعتبر الفلسفة علمًا إلهيًا يعلم نفس العقائد التي تعلمها القبالة، باستخدام لغة مختلفة ومصطلحات مختلفة للإشارة إلى نفس الأشياء. لقد أشاد بأرسطو باعتباره حكيماً، وطبق عليه الجملة التلمودية "الرجل الحكيم أفضل من النبي"، وانتقد معاصريه لابتعادهم عن التعاليم الإلهية للفلسفة. كان يؤمن بفعالية التمائم والحجارة الكريمة، وأعلن أنه كان قادرًا على الجمع بين أسماء الله لأغراض سحرية، حتى أنه كان يُعتبر بشكل عام ساحرًا. وذكر أنه بالصيام والوضوء والذكر بأسماء الله وأسماء الملائكة يمكن الحصول على الرؤى النبوية. وذكر أيضًا أن النبي إيليا ظهر له وعيّنه مسيحًا. وفي هذا الدور، وجه رسالة دورية إلى جميع الحاخامات، وطلب منهم إرسال جميع الأسئلة المشكوك فيها إليه. في هذه الرسالة (التي طبعها دوقات في الشرق، ليت. 1850، ص. 825) يشير بوتاريل إلى نفسه باعتباره حاخامًا معروفًا وبارزًا، وقديسًا، وأكثر الأتقياء. آمن كثيرون بمعجزاته، ومنهم الفيلسوف هاسداي كريسكاس.